# Mariusz Antoni Kamiński
Mariusz Antoni Kamiński (ur. 30 marca 1978 w Łapach jako Mariusz Kamiński) – polski polityk i prawnik, poseł na Sejm VI i VII kadencji.

## Życiorys
Ukończył studia na Wydziale Prawa Uniwersytetu w Białymstoku. W 2012 na macierzystym wydziale uzyskał stopień doktora nauk prawnych na podstawie pracy pt. Frakcje parlamentarne w Sejmie RP. Regulacje prawne, analiza porównawcza, praktyka parlamentarna. Został zatrudniony jako adiunkt na Wydziale Bezpieczeństwa Narodowego Akademii Sztuki Wojennej.
W latach 2000–2001 pracował jako asystent dyrektora Państwowej Agencji Radiokomunikacji w Białymstoku, a w 2001 jako p.o. naczelnika finansów i administracji w Urzędzie Regulacji Telekomunikacji. W latach 2001–2002 był kierownikiem biura poselskiego Michała Kamińskiego w Białymstoku. Od 2002 do 2007 prowadził działalność gospodarczą pod nazwą E-Art Center.
W latach 2003–2005 pracował na stanowisku specjalisty ds. organizacyjnych w spółce komunalnej PUHP Lech Sp. z o.o., kierowanej przez Krzysztofa Putrę. Był następnie jego asystentem i doradcą, gdy ten pełnił funkcję wicemarszałka Senatu (2005–2007).
Należał do Młodzieży Wszechpolskiej (w latach 1997–1998 prezes Okręgu Białystok) i Zjednoczenia Chrześcijańsko-Narodowego (w latach 1998–2000 sekretarz Zarządu Regionu). Później przystąpił do Przymierza Prawicy, a następnie do Prawa i Sprawiedliwości, w którym pełni funkcje sekretarza i członka prezydium zarządu regionu. W latach 2001–2005 był pełnomocnikiem Forum Młodych PiS w Okręgu Białystok. W wyborach samorządowych w 2002 bez powodzenia ubiegał się o mandat radnego sejmiku podlaskiego z listy koalicji POPiS.
W wyborach samorządowych w 2006 został wybrany na radnego rady miejskiej Białegostoku z listy PiS. Pełnił funkcję przewodniczącego Komisji Samorządności i Bezpieczeństwa oraz szefa Klubu Radnych PiS.
W wyborach parlamentarnych w 2007, startując z 7. miejsca na liście PiS, został wybrany na posła z okręgu białostockiego, uzyskując 11 823 głosów. W Sejmie VI kadencji zasiadał w Komisji Sprawiedliwości i Praw Człowieka oraz Komisji Regulaminowej i Spraw Poselskich. 20 listopada 2009 został członkiem komisji śledczej do zbadania okoliczności porwania i zabójstwa Krzysztofa Olewnika. W 2011 kandydował w wyborach parlamentarnych z 4. miejsca na liście PiS w tym samym okręgu i ponownie uzyskał mandat poselski. Oddano na niego 22 675 głosów (5,29% wszystkich głosów oddanych w okręgu). W 2011–2012 był zastępcą przedstawiciela, a w latach 2012–2015 – przedstawicielem parlamentu w Zgromadzeniu Parlamentarnym Rady Europy, w 2014 pełniąc funkcję drugiego zastępcy przewodniczącego frakcji partyjnej.
W 2014 tygodnik „Polityka” na podstawie rankingu przeprowadzonego wśród polskich dziennikarzy parlamentarnych wymienił go wśród 10 najlepszych posłów, podkreślając zwłaszcza wkład merytoryczny w tematyce obronności. W listopadzie tego samego roku został najpierw zawieszony w prawach członka PiS, a następnie decyzją komitetu politycznego PiS wykluczony z partii. Miało to związek z okolicznościami zagranicznej podróży służbowej do Madrytu – polityk miał pobrać zaliczkę na wyjazd prywatnym samochodem, a faktycznie odbyć ją tanimi liniami lotniczymi (w ten sam sposób w podróży uczestniczyli jeszcze posłowie Adam Hofman i Adam Rogacki, z takimi samymi konsekwencjami służbowymi).
Po zapoznaniu się z wynikami audytu przeprowadzonego przez komisję powołaną przez szefa Kancelarii Sejmu w celu sprawdzenia przestrzegania zasad rozliczania zagranicznych podróży służbowych posłów delegowanych przez Sejm poza granice kraju, Komisja Etyki Poselskiej uznała, że Mariusz Kamiński naruszył art. 5 (zasada rzetelności) i 6 (zasada dbałości o dobre imię Sejmu) zasad etyki poselskiej i udzieliła mu nagany.
W wyborach w 2015 nie ubiegał się o poselską reelekcję. W lutym 2016, w okresie kadencji rządu Beaty Szydło, został powołany na stanowisko prezesa zarządu Polskiego Holdingu Obronnego. Po ujawnieniu tej informacji przez media i głosach protestu m.in. polityków PO, przywołujących tzw. aferę madrycką, Mariusz Kamiński podał się w tym samym miesiącu do dymisji, motywując tę decyzję presją medialną.
28 stycznia 2019 zatrzymany jako podejrzany przez Centralne Biuro Antykorupcyjne w związku ze śledztwem dotyczącym niegospodarności, powoływania się na wpływy oraz fałszowania dokumentów przy okazji zawierania umów przez spółkę PGZ S.A.

## Życie prywatne
Jego pierwszą żoną była Anna Kamińska, z którą się rozwiódł. Zawarł następnie związek małżeński z koleżanką partyjną Iloną Klejnowską.